# Élections législatives libyennes de 1964
Des élections législatives ont eu lieu en Libye pour élire la Chambre des représentants le 10 octobre 1964. Après les élections de 1952, les partis politiques avaient été interdits, de sorte que tous les candidats se sont présentés à l'élection en tant qu'indépendants. Bien que ses porte-parole aient été arrêtés, l'opposition a réussi à obtenir une représentation au Parlement. En conséquence, le roi Idris Ier dissous l'Assemblée et des élections anticipées ont eu lieu l'année suivante.